# Nikolái Vinnichenko
Nikolái "Mikola" Alekseyevich Vinnichenko (Николай Алексеевич Винниченко, 12 de noviembre de 1958) es un atleta ruso especializado en marcha atlética.
Ganador de la medalla de bronce en la Copa del Mundo de Marcha Atlética de 1979 celebrada en la ciudad alemana de Eschborn, sobre la distancia de 20 km.

## Mejores marcas personales
| Mejores marcas personales | Mejores marcas personales | Mejores marcas personales | Mejores marcas personales |
| Distancia                 | Tiempo                    | Lugar                     | Fecha                     |
| ------------------------- | ------------------------- | ------------------------- | ------------------------- |
| 10 km                     | 41:31.6                   | Donetsk, Unión Soviética  |                           |
| PC - Pista Cubierta       |                           |                           |                           |